# 羅伯森群島
60°46′S 45°09′W / 60.767°S 45.150°W
羅伯森群島是南極洲的群島，位於科羅內申島東南部以南4英里，屬於南奧克尼群島的一部分，島上無人居住，該群島在1821年12月被發現，英國和阿根廷在南極條約體系下擱置對該群島的領土主權要求。